# Domaine de Susaka

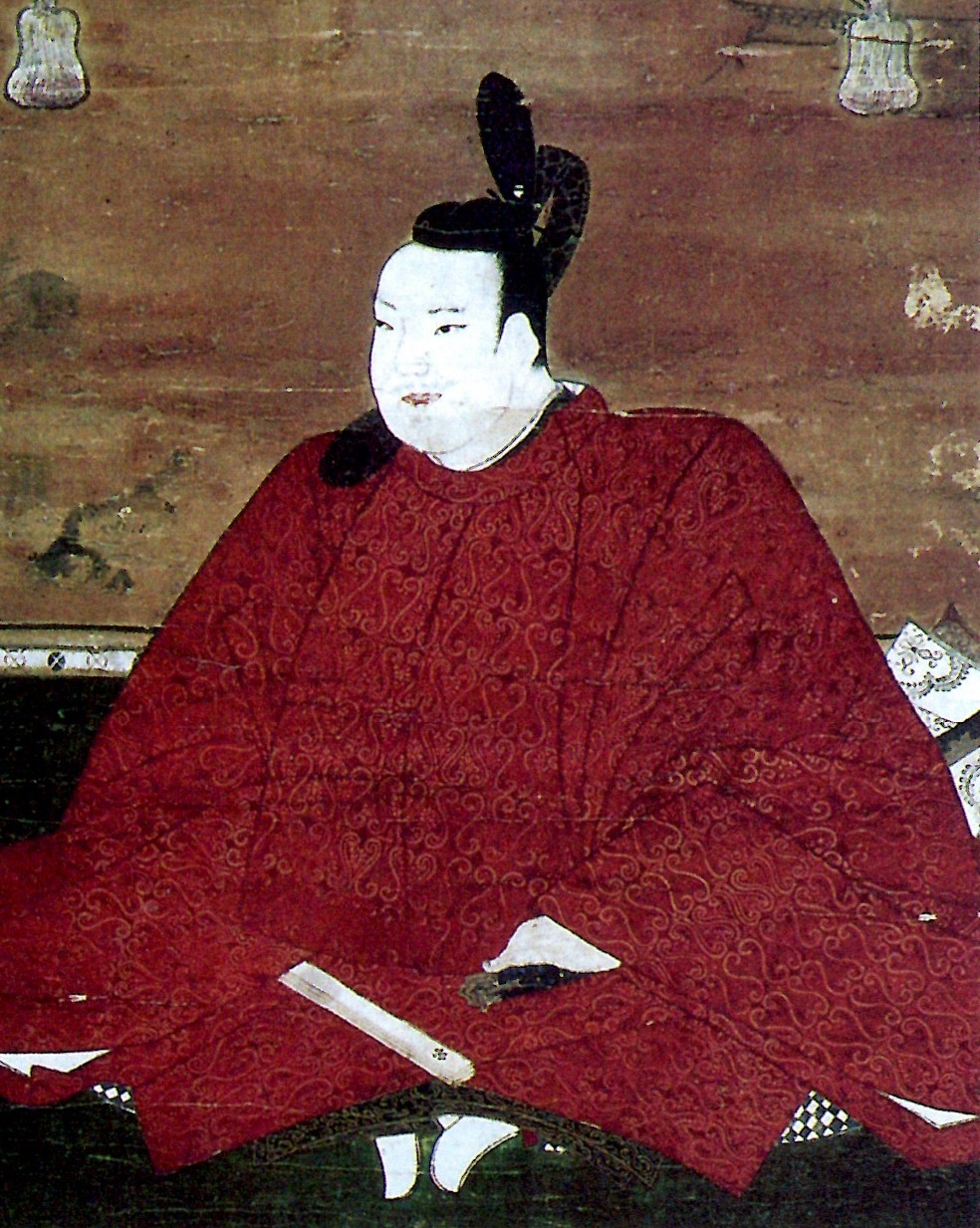
Hori Naoshige

Le domaine de Susaka (須坂藩, Susaka-han) est un domaine féodal japonais de la période Edo situé dans la province de Shinano, de nos jours préfecture de Nagano. Durant toute son histoire, il est dirigé par le clan Hori.

## Liste des daimyos
- Clan Hori (tozama daimyo ; 10 000 koku)

1. Naoshige
2. Naomasu
3. Naoteru
4. Naosuke
5. Naohide
6. Naohiro
7. Naokata
8. Naosato
9. Naoteru
10. Naooki
11. Naotada
12. Naotake
13. Hori Naotora
14. Naoakira